# Lupinoblennius
Lupinoblennius es un género de peces de la familia de los blénidos en el orden de los Perciformes.

## Especies
Existen las siguientes especies en este género:
- Lupinoblennius nicholsi (Tavolga, 1954)
- Lupinoblennius paivai (Pinto, 1958)
- Lupinoblennius vinctus (Poey, 1867)